# Himantoglossum comperianum
Himantoglossum comperianum is een orchidee. Het is een zeldzame soort uit het oostelijke Middellandse Zeegebied, vooral van de eilanden in de Egeïsche Zee en het zuiden van Anatolië.

## Naamgeving enetymologie
- Synoniemen: Orchis comperiana Steven, Comperia comperiana (Steven) Ascherson & Gräbner, Comperia taurica K. Koch, Comperia karduchorum Bornmüller & Kränzlin

De botanische naam Himantoglossum is afgeleid van het Oudgrieks ἱμάς (himas) = riem en γλώσσα (glōssa) = tong en slaat op de lange, tongvormige lip van onder meer de bokkenorchis. De soortaanduiding comperianum verwijst naar een Franse Krim-kolonist Compère, op wiens grondgebied de plant in 1829 ontdekt werd.

## Kenmerken
De plant wordt 25 tot 65 cm hoog, met een groene, bovenaan purper aangelopen stengel en talrijke, naar boven toe in grootte afnemende, langwerpig tot ovale bladeren, 8 tot 15 cm lang en 2 tot 4 cm breed. De bloeiwijze is een lange cilindrische, ijle aar met 5 tot 20 grote bloemen.
De kelkbladen van de bloem vormen samen een lang klokvormige helmpje, aan de buitenzijde groen-bruin-lila gekleurd, aan de binnenzijde groen of paars geaderd. De twee bovenste kroonbladen zijn lijnvormig en verborgen onder het helmpje. De lip is schuin neerwaarts gericht, drielobbig, wigvormig, tot 20 mm lang, de middenlob met aan het uiteinde twéé en de zijlobben met elk één lijnvormige, zwak opgerolde draad. Het middendeel van de lip is wit, licht roze of lila gekleurd met donkerder lila stippen, de draden groen-bruin. Het spoor is tot 18 mm lang, plat cilindrisch, naar onder afgebogen en rose gekleurd.
De plant bloeit van mei tot juli.

## Habitaten verspreidingsgebied
Himantoglossum comperianum komt voor op beschaduwde, droge, kalkrijke bodem, zoals in lichte dennen- en cipressenbossen, in bergachtige gebieden tussen 400 en 2000 m hoogte.
De plant komt voor in het uiterste oosten van het Middellandse Zeegebied, voornamelijk in het zuiden van Anatolië, maar meer algemeen in het gebied tussen de eilanden in de Egeïsche Zee (Lesbos, Samos, Kos en Rodos), de Krim, Iraans-Koerdistan en Libanon. De soort is overal zeldzaam en komt slechts lokaal voor.
H. adriaticum · 
H. affine · 
H. caprinum · 
H. comperianum · 
H. formosum · 
H. hircinum (Bokkenorchis) · 
H.  metlesicsianum · 
H. montis-tauri · 
H. robertianum (Hyacintorchis)